# Linia kolejowa nr 16
Linia kolejowa nr 16 Łódź Widzew – Kutno – zelektryfikowana jednotorowa pierwszorzędna linia kolejowa o długości 71,027 km. Wykorzystywana w ruchu pasażerskim i towarowym.

## Charakterystyka techniczna
| odcinek linii | odcinek linii | pociągi pasażerskie | szynobusy | pociągi towarowe |
| km pocz.      | km końcowy    | pociągi pasażerskie | szynobusy | pociągi towarowe |
| ------------- | ------------- | ------------------- | --------- | ---------------- |
| 0,536         | 14,200        | 100                 | 100       | 60               |
| 14,200        | 68,882        | 70                  | 70        | 60               |
| 68,882        | 71,563        | 100                 | 100       | 60               |

Na całej długości linii odbywa się ruch pasażersko-towarowy.

## Historia
Budowę linii rozpoczęto w 1920 i już w 1923 otwarto prowizorycznie odcinek od Zgierza do Łęczycy. Odcinek Zgierz – Kutno przekazano do użytku publicznego w pełnym zakresie w 1926. Odcinek Łódź Widzew – Zgierz budowano z przerwami od 1920 r. i otwarto go w 1931 r.
Elektryfikacja linii następowała etapowo: w 1969 odcinek Łódź Widzew – Zgierz i w 1981 odcinek Zgierz – Kutno.
Na przełomie września i października 2018 PKP Polskie Linie Kolejowe podpisały umowę na dokumentację i modernizację linii nr 16 na odcinku Ozorków – Łęczyca. Umowa obejmuje m.in. ok. 17 km torów, 5 peronów, 2 mosty, 4 przepusty oraz 17 rozjazdów.
13 czerwca 2021 roku oddano do użytku nowy przystanek osobowy Łódź Warszawska.

## Czas jazdy
Deklarowany czas przejazdu na odcinku Zgierz – Kutno (dystans 57 km), według rozkładu jazdy z drugiego kwartału 2023:
| Czas przejazdu | Rodzaj pociągu | Rodzaj pociągu |
| Czas przejazdu | osobowy        | pospieszny     |
| -------------- | -------------- | -------------- |
| najkrótszy     | 0h 57'         | 0h 48'         |
| najdłuższy     | 1h 09'         | 0h 53'         |